# Zen 49
Zen 49 fue un grupo de artistas alemanes, que se unieron en Múnich en julio de 1949. Originariamente el Gruppe der Ungegenständlichen, asumieron el nombre de Zen 49 al año siguiente.
Los siete miembros eran Willi Baumeister, Rolf Cavael, Gerhard Fietz, Rupprecht Geiger, Willy Hempel, Brigitte Meier-Denninghoff y Fritz Winter. Se les unió Bernard Schultze en 1955.
Su primera exposición se celebró en 1950 en el Central Art Collecting Point de Múnich, y el grupo siguió exponiendo hasta 1957. Se celebraron exposiciones retrospectivas en Baden-Baden en 1987 y en Múnich en 1999.